# Джафер Гафар
Джафе́р Абду́л оглу́ Гафа́р (крим. Cafer Abdul oğlu Ğafar; 1898, Тав-Даїр — 17 квітня 1938) — кримськотатарський письменник і журналіст.
Народився 1898 року в селі Тав-Даїр (тепер Лісносілля), в учительській родині. Після закінчення початкової школи навчався в медресе свого села. Саме під час навчання в медресе почав літературну творчість.
До 1920 року працював сільським учителем, потім — у газеті «Яш къувет» у Сімферополі, у журналі «Илери», редагував газету «Енъи дюнья». Працював завідувачем Карасубазарського районного відділу освіти.
1934 року став членом Спілки письменників, але вже за кілька місяців потрапив у хвилю репресій. Його було знято з посади, найкращі твори (у тому числі оповідання «В дорозі») піддано жорсткій критиці.
20 жовтня 1936 року Джафера Гафара заарештували, у пресі з'явилися статті з пропозицією заборонити публікацію його творів. Його звинуватили в «буржуазному націоналізмі», пізніше — у шпигунстві. Виїзна сесія Верховного Суду 17 квітня 1938 року засудила його до розстрілу. Того ж дня вирок було здійснено.